# Pomnik Józefa Piłsudskiego w Turku
Pomnik Marszałka Józefa Piłsudskiego w Turku – pomnik znajdujący się w Parku im. Żerminy Składkowskiej w Turku. Jego przedwojenna wersja została zlikwidowana w roku 1939. Nowy pomnik został odsłonięty w 1990. Rzeźba znajdująca się obecnie na cokole wykonana jest według projektu Józefa Gosławskiego z 1936 roku.

## Historia

### Pierwszy pomnik
Inicjatywa powstania monumentu wyszła od premiera gen. Felicjana Sławoja Składkowskiego. Środki na budowę pomnika pochodziły ze składek mieszkańców zbieranych przez członków Związku Strzeleckiego. Prace rozpoczęły się w roku 1937. Wykonany został m.in. stojący do dziś cokół. Pomnik Józefa Piłsudskiego odsłonięty został 9 czerwca 1938 w czasie uroczystości otwarcia Parku im. Żerminy Składkowskiej. Odsłonięcia dokonał Ignacy Michalak, który był wyróżniającym się członkiem Związku Strzeleckiego. Pomnik przetrwał do listopada 1939, gdy zmuszony przez volksdetuche'ów Ignacy Michalak zaniósł go na posterunek miejscowej policji. Mimo wydanego przez Niemców zakazu wstępu do parku każdego 19 marca i 11 listopada pod cokołem pojawiały się kwiaty przynoszone przez mieszkańców miasta. Starania na rzecz przywrócenia pomnika podjęte zostały w 1981 z inicjatywy Społecznego Komitetu Odbudowy Pomnika J. Piłsudskiego w Turku, powstałego z inspiracji NSZZ „Solidarność” Ziemi Turkowskiej. Komitet wznowił swoje działania po zakończeniu stanu wojennego. Próby odnalezienia popiersia nie przyniosły rezultatu, w związku z czym postanowiono postawić na cokole inne popiersie Józefa Piłsudskiego.

### Drugi pomnik
Model stojącego obecnie w Turku popiersia wykonany został w 1936 roku. Projekt powstał w związku z konkursem ogłoszonym przez Towarzystwo im. Adama Mickiewicza w Rzymie. Zdobył tam pierwszą nagrodę i został wytypowany do realizacji. Model rzeźby zaginął wraz z pozostałą częścią transportu rzeźb Gosławskiego z Włoch do Polski w 1939 roku. Oryginał wykonany został w latach 1938–1939. Trafił on do Pałacu Saskiego w Warszawie - ówczesnej siedziby GISZ. Po wojnie znalazł się w zbiorach Muzeum Narodowego. Władze Turku zamówiły jego odlew, który od 1990 roku prezentowany jest w przestrzeni miasta.

## Opis
Pomnik odlany jest w brązie. Znajduje się na kilkumetrowym kamiennym cokole. Przedstawia popiersie Marszałka Józefa Piłsudskiego w mundurze. Przedstawienie postaci ma charakter majestatyczny. Na prawym ramieniu znajduje się sygnatura: JÓZEF GOSŁAWSKI ROMA. Na cokole umieszczona jest tablica z napisem:

MARSZAŁEK
JÓZEF PIŁSUDSKI
1867-1935
HONOROWY OBYWATEL
MIASTA TURKU

## Galeria

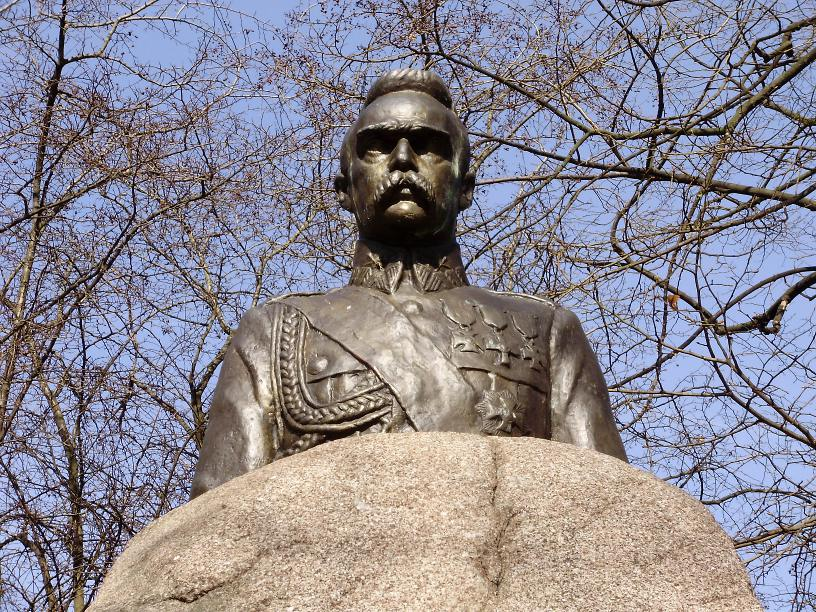
Ujęcie en face
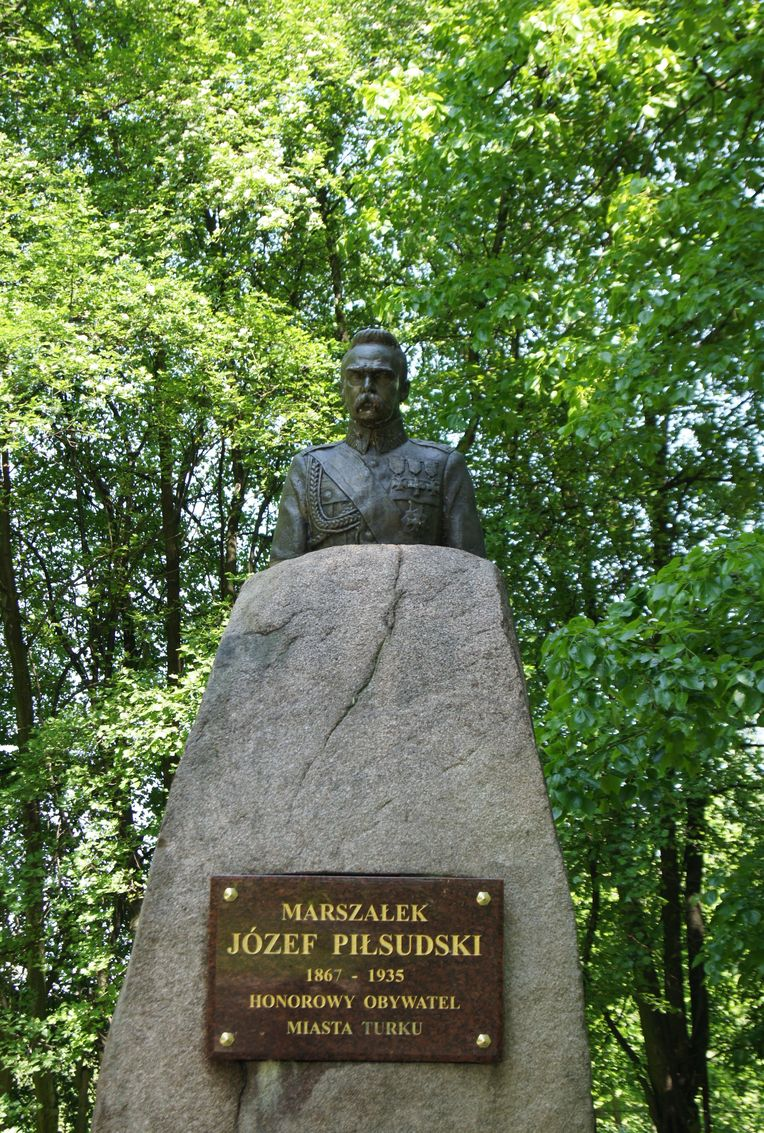
Ujęcie z widocznym napisem
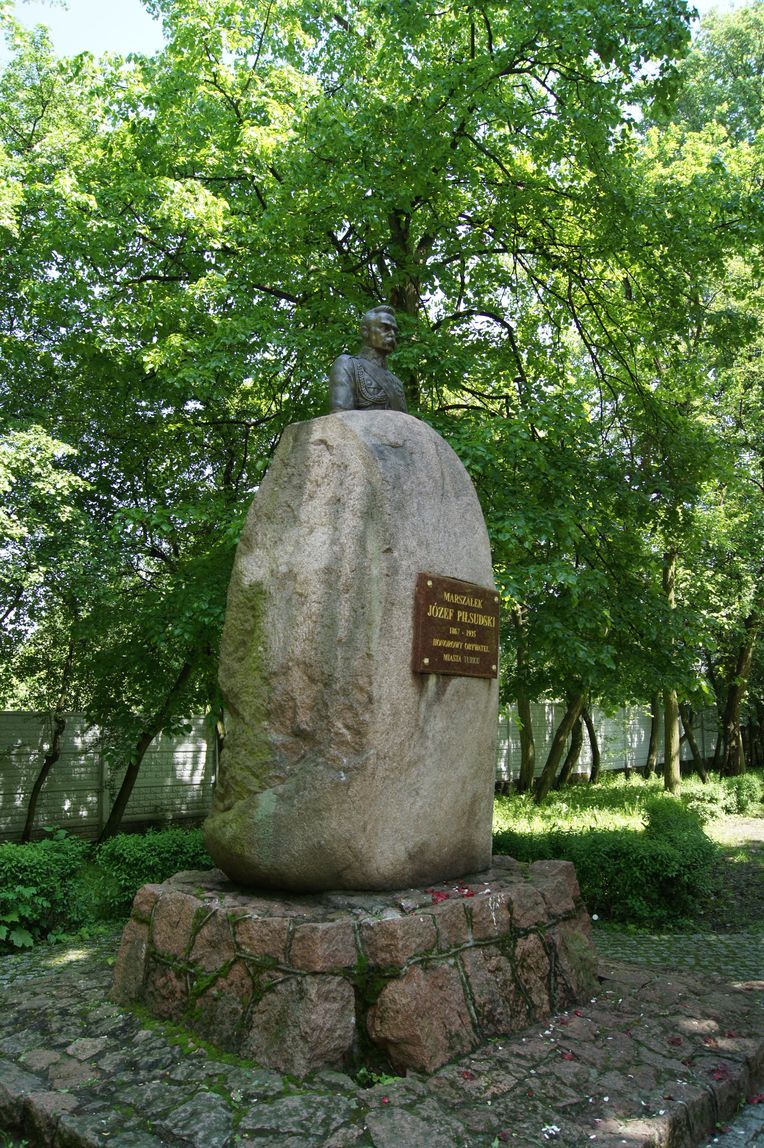
Pomnik wraz z cokołem
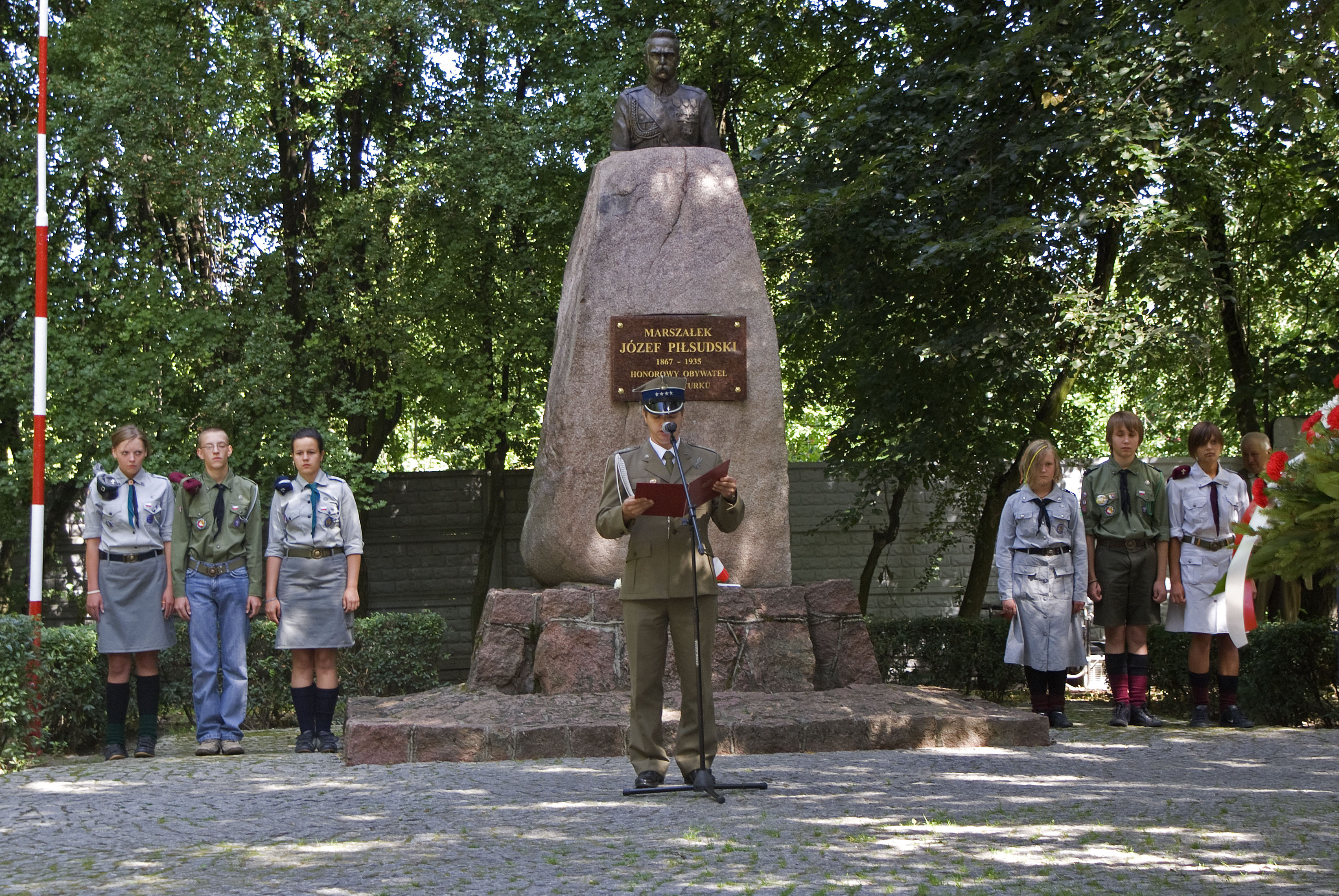
Obchody Święta Wojska Polskiego w 2009 roku